# Деві ван ден Берг
Деві Йоганнес Андреас ван ден Берг (нід. Dave Johannes Andreas van den Berg, нар. 4 лютого 2000, Уден, Нідерланди) — нідерландський футболіст, півзахисник клубу «Зволле».

## Початок
Деві ван ден Берг починав займатися футболом у свєму рідному місті Уден. У 2008 році він приєднався до клубної академії ПСВ, в складі молодіжної команди якого грав у Юнацькій лізі УЄФА.

## Клубна кар'єра
У лютому 2019 року ван ден Берг як вільний агент перейшов до клубу «Утрехт», з яким піжписав контракт до 2021 року з опцією продовження контракту ще на один рік. З того ж року футболіст виступав за дублюючий склад «Йонг Утрехт» в Другому дивізіоні чемпіонату Нідерландів.
У вересні 2020 року контракт футболіста з клубом було продовжено до 2023 року. 29 серпня 2021 року у матчі Ередивізі проти «Феєноорда» ван ден Берг дебютував в основному складі «Утрехта». Та гра залишилася єдиною грою в першій команді для Деві. В січні 2022 року він був відправлений в оренду до кінця сезону в клуб «Рода».
А в серпні 2022 року ван ден Берг перейшов до «Зволле», з яким підписав дворічний контракт. 7 серпня футболіст провів першу гру в складі нової команди.

## Збірна
З 2014 по 2018 роки Деві ван ден Берг виступав за юнацькі збірні Нідерландів.